# Jentozkus plaumanni
Jentozkus plaumanni är en skalbaggsart som beskrevs av Vít 1977. Jentozkus plaumanni ingår i släktet Jentozkus och familjen platthöftbaggar. Inga underarter finns listade i Catalogue of Life.